# Low Country Sound
Low Country Sound es un sello discográfico subsidiario de Elektra Records con base en Nashville, Tennessee. Fue fundado en 2015 por el productor musical Dave Cobb. Entre los artistas que publican bajo el sello Low Country Sound, se encuentran Anderson East, Brent Cobb y Rival Sons.

## Historia
Low Country Sound fue creado por Dave Cobb en 2015. Desde principios de 2016, el sello tiene su sede en el RCA Studio A, un estudio de grabación histórico creado por Chet Atkins en 1964, uno de los lugares clave para la creación y desarrollo del denominado Sonido Nashville, junto al cercano RCA Studio B. El edificio está ubicado en el distrito denominado Music Row de Nashville. Ambos estudios tienen un rico pasado que incluye grabaciones de artistas como Waylon Jennings, Elvis Presley, Dolly Parton, Chris Stapleton, The Beach Boys, Ben Folds, Nancy Sinatra and Charley Pride.
En junio de 2016, el sello firmó un acuerdo de cooperación con la compañía Warner/Chappell Nash y con su equipo de compositores, compuesto por Adam Hood, Aaron Raitiere y Charlie Pate.

## Publicaciones
El sello publicó en 2015 el álbum debut del cantante Anderson East.
En 2016, Low Country Sound publicó el álbum colaborativo Southern Family en el que intervinieron artistas como Jason Isbell, Jamey Johnson, Shooter Jennings y Miranda Lambert.
Ese mismo año, publicó el álbum debut de Brent Cobb, Shine on Rainy Day. El álbum recibió una nominación a los Premios Grammy en la categoría de "Mejor álbum de Americana".
En febrero de 2018 se anunció que la banda de rock Rival Sons había firmado un contrato con el sello para producir su siguiente álbum.
Ese mismo año, Shooter Jennings anunció la publicación, con el sello, de su álbum Shooter on Low Country Sound.

## Identidad creativa
Low Country Sound es un sello que enfoca su producción musical en géneros tradicionales del Sur de Estados Unidos. Fundamentalmente Country, Outlaw, Americana y Rock sureño, aunque también produce a artistas de Rock and roll y Blues rock.
Dave Cobb ha dicho que su trabajo como productor, se centra en la voz del artista, buscando un producto final que suene natural y no forzado. Tiene preferencia por las grabaciones analógicas frente a las digitales, cree que la naturaleza espontánea de la creatividad, así como la inspiración derivada de nuevos descubrimientos, impulsa predominantemente la calidad orgánica de una canción.

## Artistas asociados
Low Country Sound ha firmado acuerdos de producción con artistas como Anderson East, Brent Cobb, Savannah Conley, Rival Sons, Shooter Jennings y Brandi Carlile.